# Casa Marotta
La Casa Marotta è un edificio residenziale di Napoli, ubicato in via Solimena, al Vomero.
La palazzina fu edificata come gruppo di abitazioni realizzate dall'appaltatore Marotta nel 1912; il progetto fu affidato all'architetto siciliano Leonardo Paterna Baldizzi, che realizzò un pregevole edificio sobrio caratterizzato dal liberty isolano. 
La palazzina si eleva su un basamento stuccato sul quale si ergono il piano rialzato e due piani superiori; entrambi sono caratterizzati dalle balconate: al primo sono singole ad ogni finestra, mentre al secondo è presente una balconata che cinge il perimetro del fabbricato su tutti e quattro i lati.
Presenta decorazioni essenziali evidenziate dal contrasto del colore ocra sul bianco dei muri.